# Luiz Antônio
Pour les articles homonymes, voir Antonio.
Luiz Antônio Moraes (né le 30 novembre 1970 à Getulina dans l'État de São Paulo) est un joueur et entraîneur de football brésilien.
Il est connu pour avoir fini au rang de meilleur buteur du championnat de Finlande lors de la saison 1992 avec 21 buts, ainsi que de la saison 1996 avec 17 buts.